# South Melbourne FC
South Melbourne Football Club je australský poloprofesionální fotbalový klub se sídlem v Melbourne.

## Historie
Klub byl založen sloučením tří klubů v roce 1959 řeckými migranty jako South Melbourne Hellas.

## Stadion

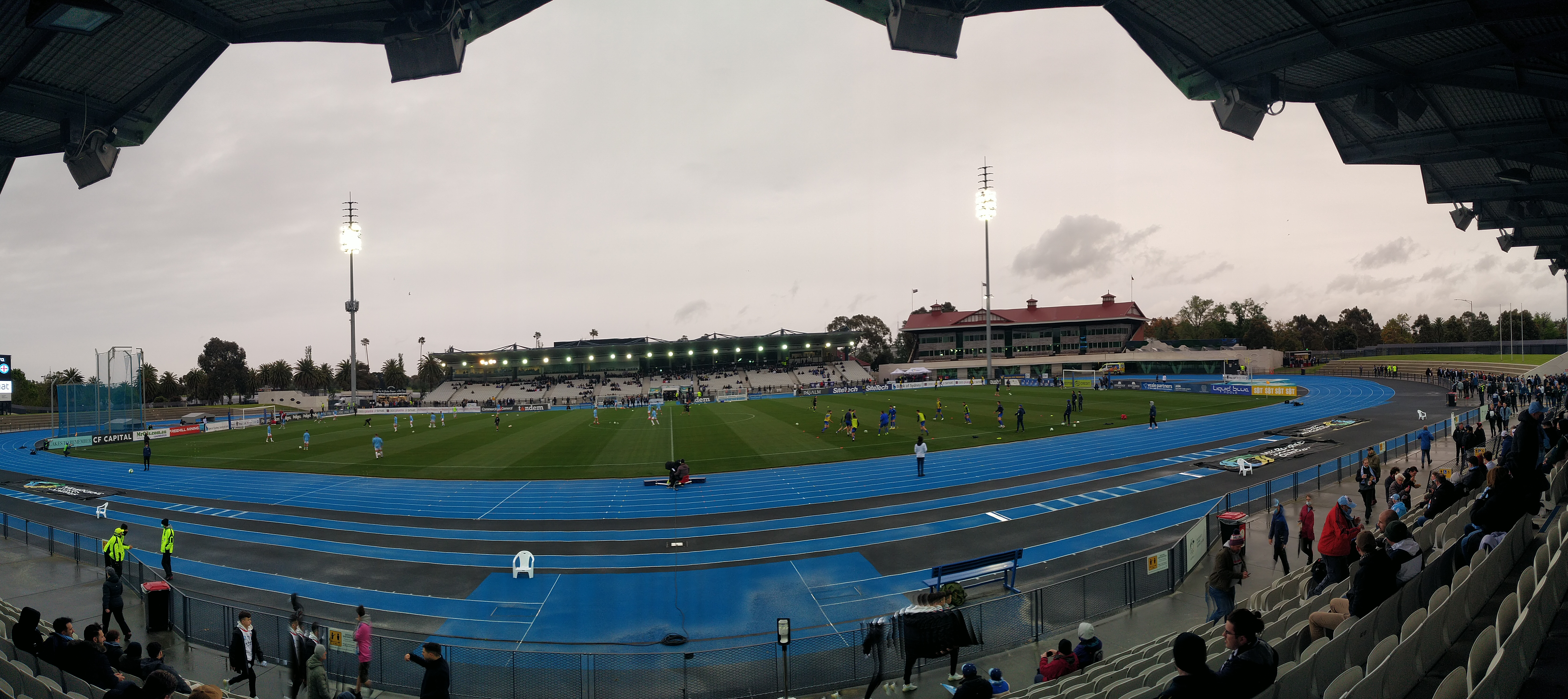
Lakeside Stadium

South Melbourne se přestěhoval do Lakeside Stadium v roce 1995. Stadion byl postaven s kapacitou 14 000 diváků.[zdroj?]